# Zakuta-Zarzycki
Zakuta-Zarzycki – postać legendarna, zbójnik pochodzenia szlacheckiego grasujący w rejonie Gór Świętokrzyskich, najprawdopodobniej około XVI wieku.
Zakuta-Zarzycki miał być jednym z dwóch synów wojewody i wychowywać się w zamku, położonym nieopodal Łysej Góry. Wychowywać go miał stary sługa, gdyż wojewoda po śmierci żony wyjechał do Krakowa. Pewnego dnia, po powrocie, dowiedziawszy się, że Zakuta pobił swego brata, kazał go wychłostać. Chłopak ani nie pisnął podczas wymierzania kary, a następnego dnia uciekł z zamku. Poszukujący znaleźli nad wodą jedynie jego żupan i czapkę, przez co nabrano przekonania, że Zakuta utonął. Podłamany tą wiadomością ojciec zamknął się w sobie. Dopiero przed śmiercią wyznał staremu słudze, że we śnie ujrzał swą zmarłą żonę, która powiedziała mu, że ich syn żyje i że został rozbójnikiem. Wkrótce wojewoda zmarł.
Niedługo po śmierci wojewody, stary sługa ujrzał przy jego grobie klęczącą postać młodego mężczyzny. To był Zakuta-Zarzycki. Wkrótce potem ze swą bandą rozpoczął napady i rabunki, zapuszczając się aż pod Kraków i Sandomierz. Na czele oddziałów królewskich wysłanych przeciwko zbójom stanął młody wojewoda, brat Zakuty. Doszło do potyczki, w której wojewoda został ranny. Po jakimś czasie przeciwko zbójnikom ruszył nowy, liczniejszy oddział, znów pod dowództwem wyleczonego wojewody. Tym razem udało się wciągnąć zbójów w zasadzkę i pojmać ich. Sam Zakuta-Zarzycki został ranny w nogę. Jego towarzyszy skazano na śmierć przez powieszenie, a o losie ich herszta miał zadecydować król. Kiedy rozpoczęto wieszanie zbójników, do celi Zakuty zakradł się stary sługa, przepiłował kłódkę i wskazał zbójowi drogę ucieczki. Szybko jednak zorientowano się, że zbój zbiegł – w pogoń za nim ruszył wojewoda z kilkoma ludźmi. Pogoń dopadła zbiegów na granicy lasu. Wtedy Zakuta-Zarzycki wypalił z pistoletów, zwalając z koni wojewodę i jego sługę, a następnie zniknął w lesie. Rannemu wojewodzie stary sługa wyjawił, że Zakuta-Zarzycki jest jego przyrodnim bratem, bo to właśnie on jest jego ojcem. Wkrótce potem wojewoda zmarł od ran.
O dalszych losach Zakuty-Zarzyckiego niewiele wiadomo. Dalej uprawiał zbójeckie rzemiosło, ponoć był widywany, kiedy klęczał przy grobach ojca i brata w ruinach zamku.

## Analiza legendy
Za pełną fikcyjnością postaci przemawiają okoliczności przytoczone w legendzie. Zamek Zarzyckich, miał się znajdować – według Jerzego Stankiewicza – „o kilka mil od Łysej Góry”. Jedynym zamkiem w tej odległości jest zamek biskupów krakowskich w Bodzentynie. Ponadto wśród wojewodów sandomierskich brak jest możnowładców o nazwisku Zarzycki. Zaś wojewoda – jako jeden z senatorów I Rzeczypospolitej – nie dowodziłby wyprawie przeciw bandzie rozbójników.